# Pseudocranichis
Pseudocranichis là một chi thực vật có hoa trong họ, Orchidaceae.